# باول غراي (عازف قيثارة)
باول غراي (بالإنجليزية: Paul Gray)‏ هو عازف قيثارة بريطاني، ولد في 1 أغسطس 1958 في روتشفورد ‏ في المملكة المتحدة.

## وصلات خارجية
- باول غراي على موقع ميوزك برينز (الإنجليزية)
- باول غراي على موقع أول ميوزيك (الإنجليزية)
- باول غراي على موقع ديسكوغز (الإنجليزية)